# Mesodrepta harpotoma
Mesodrepta harpotoma är en fjärilsart som beskrevs av Turner 1924. Mesodrepta harpotoma ingår i släktet Mesodrepta och familjen tandspinnare. Inga underarter finns listade i Catalogue of Life.